# Мещеряк Микола Іванович
Мещеряк Микола Іванович (нар. 8 вересня 1931, Київ — † 12 жовтня 1996, Київ) — український літератор, редактор, перекладач.

## Біографія
Навчався спочатку у Москві у ІМВ, чому сприяв Мануїльський, але після смерті Сталіна студенти-нацмени були повернені до своїх республік, так і опинився у Київському університеті на відділенні історії міжнародних відносин. Працював у Всесоюзному товаристві «Інтурист» і в редакції журналу «Всесвіт», перекладачем техничної літератури, товарознавцем у книготорзі. У Москві мав змогу досконально вивчити англійську та французьку мови.
У літературі проявив себе на перекладацькій ниві, займаючись художніми перекладами прозових та драматичних творів англійських, французьких та італійських письменників («Гепард» Д. Лампедузи, «Казка бочки» Д. Свіфта, твори Веркора, М. Дрюона, К. Лемоньє, Ж. Сіменона, Т. Вільямса, М. Шульмена). Проте, окрім перекладів, Мещеряк був відомий і тим, що був блискучим, неперевершеним критиком. При цьому в основу своїх критичних праць він застосовував принципи лінгвістичної герменевтики, науки яка практично була заборонена в СРСР. Герменевтика — це філософське вчення, яке відокремилось в особливий розділ філософії. Фактично — це наука про розпізнавання та витлумачення головної тези речення, тексту, тощо, яка виникла у період релігійних чвар у середньовіччі Європи між богословами. На сьогодні повністю реабілітована. Є навіть юридична герменевтика.
Притримуючись про око начебто марксистсько-ленінського світогляду, сприймав літературні процеси в тому ж руслі виходячи з тези що книготорги перетворились на книгоморги, тому постійно перебував у конфлікті з більшою частиною українських літераторів, закидуючи їм знову таки про око буржуазно-націоналістичний світогляд та архаїзацію «робоче-крестьянской українской мови». А першопричиною став конфлікт у редакції журналу «Всесвіт», в якому він працював редактором, — оскільки 1960 року в нього виявили плагіат, і головний редактор Олекса Полторацький змушений був виключити його з числа редакторів журналу. Озлоблений Мещеряк посипався доносами та наклепами на видання та його колектив, проте жоден із маститих літераторів не подався до суду. Пішли іншим шляхом — аж довелося скликати засідання Спілки письменників й, заслухавши всі сторони й отримавши відповіді на очевидний плагіат і подальші наклепи, ухвалено рішення: виключити Миколу Мещеряка з цієї спілки.
У подальшому Мещеряк не вгамувався й продовжував писати: перекладаючи книги іноземних авторів і строчачи наклепи та вигадки на співробітників журналу Всесвіт, а згодом і на інших неугодних літераторів — Дзюбу, Гончара, Герасимчука…. Уже пізніше, побивши горшки з літературним цехом, Микола Мещеряк детальніше зайнявся перекладами технічної літератури та викладанням у київських інститутах. Зауважте: жоден із літераторів-письменників не подався до суду проти Мещеряка.
Фактично було трохи не так. Дошкульні та іронічні літеротурознавчі рецензії Мещеряка таки дошкуляли Павличку, Драчеві, Гончару та решті. Ось цікавий факт. Відомий грузинський літератор Гіві Гагечеладзе свого часу надрукував твір «Мистецтво перекладу». Мещеряк відповів йому книгою -рецензією, що перевищувала текст автора у три рази! Лишень варто замислитись: хто із тодішніх критиків був спроможним на таку рецензію? Відповідь на це питання більш ніж очевидна: Мещеряк мав більш освічений ценз у порівнянні із літераторами-хуторянами.
Гончар ненавидів Мещеряка (зі слів Мещеряка) за те, що він довів до відома громади, що начебто Гончар, перебуваючи на окупованій території, працював на німців у колгоспі, — німці їх не розганяли, бо потрібно було чим годувати вермахт. Це суперечило вигаданій особисто Сталіном біографії Гончара. Драматург Микола Зарудний ненавидів Мещеряка, зі слів Мещеряка за те, що останній нібито стверджував, що буцімто Зарудний служив у німецькій поліції і його як поліцая впізнала у Києві одна жінка. Юрій Олефірович Збанацький — партизан і письменник, був звинувачений Мещеряком, про те що начебто під час окупації збезчестив дівчину-односельчанку, яка десь невідомо зникла…

## «Мещеряківщина»
Український літератор Олег Микитенко, досліджуючи творчість Миколи Лукаша та період «шістдесятників» в журналі «Всесвіт» відмічав:

| коюсь мірою був викликаний «Всесвітом» трагікомічний сюжет, пов'язаний із таким собі перекладачем Миколою Мещеряком, який працював у журналі на початку його діяльності літературним редактором і був з тріском звільнений 1961 р. за плагіат. Озлоблений Мещеряк, чиє ім'я надовго зробилося у «Всесвіті» синонімом наклепу й облуди, почав бомбардувати редакції журналів, видавництв, інститутів, Спілку письменників, «керівні інстанції» десятками й сотнями листів, насичених ненавистю як до самого «Всесвіту» та його окремих працівників (Полторацького, Павличка, Коротича, Микитенка й особливо Лукаша), так і до всієї перекладацької школи, яка склалася в Україні у 50—60-і роки. Він заперечував саме існування її, обзивав «кочуро-лукашівською парашею» або «три-КО» (тобто Кочур, Коптілов, Коротич). Тривало це з десяток років і не могло не попсувати крові М. Лукашеві ще більшеньки». У 60-ті роки його вигнав за плаґіят Олекса Полторацький, тодішній головний редактор «Всесвіту |
Жоден із корифеїв не скористався можливістю притягнути Мещеряка до відповідальності за наклеп відповідно до статті 105 кримінального кодексу УРСР.
Крім згаданих перекладачів, Мещеряк писав доноси на Ірину Стешенко і Леся Герасимчука, котрих також зараховував до «Банди три-Ко». За словами Леся Герасимчука:

| Ці доноси мали вигляд грубих томів, у яких доводилося, що згадані письменники — буржуазні націоналісти, бо використовують архаїчну лексику та вдаються до архаїзації. До речі, архаїзація й справді була в ті роки одним із методів перекладу, вигаданим для опору більшовицькій русифікації. Віктор Коптілов, на якого писав доноси Микола Мещеряк, і собі долучився до «походу» проти архаїзації та використання розмовної лексики, бо це суперечило марксо-ленінським настановам соцреалістичного перекладу |
Про цькування перекладача Миколу Лукаша говорив і він сам на останньому засіданні Спілки письменників (коли його звідти виключали) за підтримку Івана Дзюби:

| В. КОЗАЧЕНКО: Ми викликали Миколу Лукаша на наше засідання. Може послухаємо його? М. ЛУКАШ: Я постараюсь коротко сказати. Протягом останніх двох років мені було особливо тяжко, зокрема у зв’язку з особистими справами. В цьому дуже завинив М. Мещеряк, який буквально тероризував мене. В його писаннях я фігурував як «скажений собака», «фашист» і т. п. Мені було дуже важко. Це все заважало нормальній праці. Це заява, яку я написав у стані афектації, далася мені нелегко. Після того я багато думав, дещо зрозумів. Мої друзі, далекі й близькі, засудили таку мою заяву. Але я подумав, що якщо навіть я цей свій стогін заберу, ви все одно мені не повірите. Мені здавалося, що я мав рацію. В цій заяві я висловив свою незгоду з конкретним рішенням конкретної установи… Я не хочу ставити вас в незручне становище, а тому задовольнюсь будь-якою вашою відповіддю. В. КОЗАЧЕНКО (звертаючись до Лукаша): Ви кажете, що вам псував настрій М. Мещеряк своїми писаннями. Вам що, нічого було читати? Адже він закидав своїми хуліганськими опусами не тільки вас, а й мене, й інших товаришів. |
Після Лукаша, Микола Мещеряков писав доноси ще на багатьох українських письменників, чия творчість йшла в розріз з партійною лінією в літературі, як відмічав письменник Роман Кухарук:

| Найпам’ятнішою є наша з Бедриком поїздка до Житомира спеціально на круглий стіл по радянській класиці. Врублевський, Ґудзь, Сірик, а також перекладач сатиричного роману Геллера «Пастка 22» Микола Мещеряк, що страшно ненавидів Гончара… |

## Творчі здобутки
- «Гепард» переклад роману Джузеппе Томазі ді Лампедуза
- «Жовтий „Ягуар“» переклад детективного роману Жоржа Сіменона
- «Клуб „100 ключів“» переклад детективного роману Жоржа Сіменона
- «Мегре і старенька пані» переклад детективного роману Жоржа Сіменона
- «Казка бочки» переклад роману Джонатана Свіфта
- «Пастка на дурнів» переклад роману Джозефа Хеллера

Окремішньо треба відзначити творчий підхід Миколи Мещеряка до написання численних «доповідних» та «рецензій» на українських літераторів до партійних установ, письменницьких спілок та інших організацій, яку вважають, набагато значимою творчістю Миколи Мещеряка.
Фактично, це був критик-камікадзе. Перекладацьку братію він громив за те, що ті переважно достеменно не знаючи іноземним мов робили «перекради» з російських перекладів зарубіжних авторів у тісній «співпраці» з Бандурою — керівником видавництва «Дніпро».